# Ilie Iordache
Ilie Iordache (n. 23 martie 1985, București) este un fotbalist român sub contract cu Săgeata Năvodari.